# Giuseppina Ronzi de Begnis

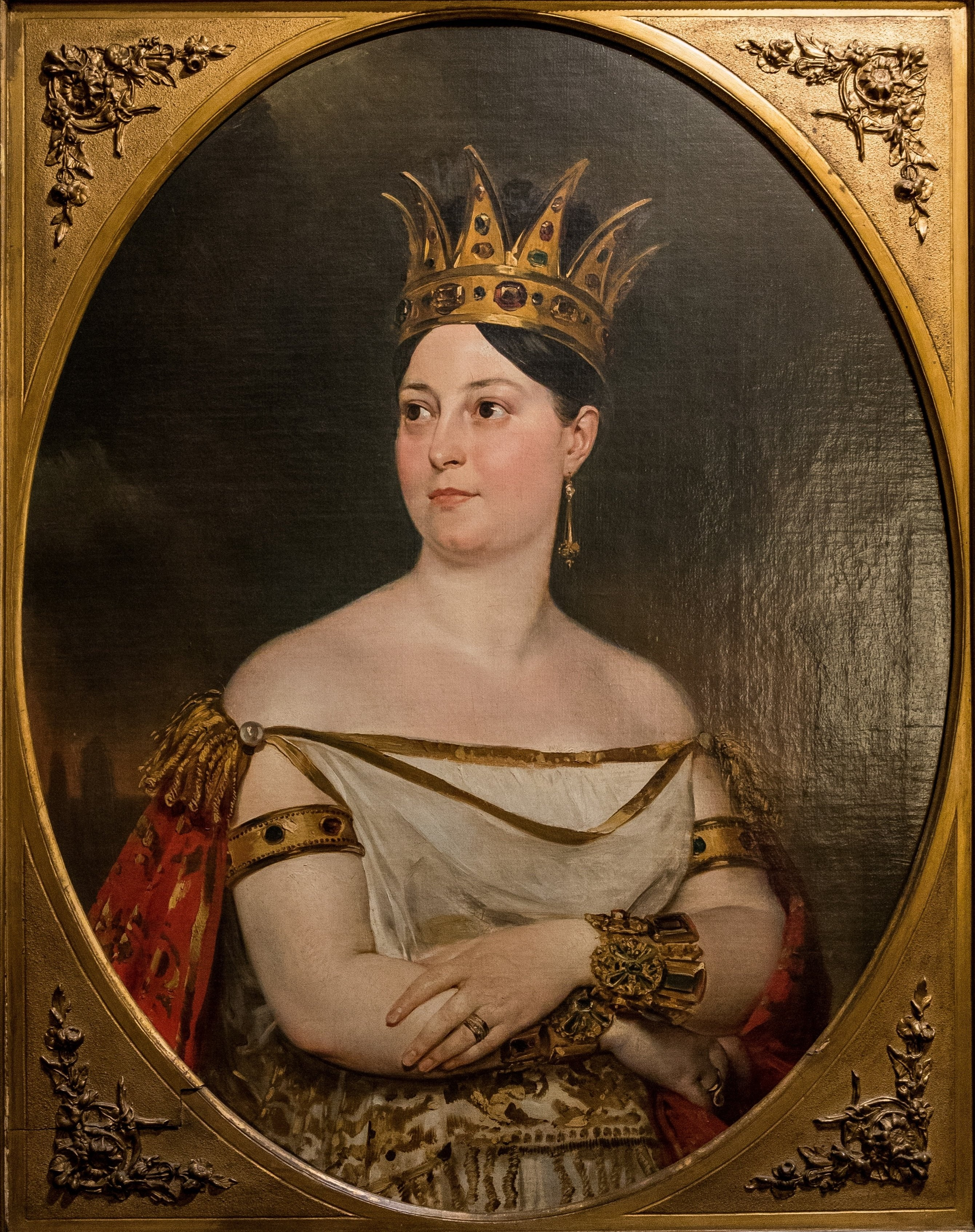
Giuseppina Ronzi de Begnis in einem Rollenkostüm, um 1835 (Gemälde von Karl Brullov)

Giuseppina Ronzi de Begnis (11. Januar 1800 in Mailand – 7. Juni 1853 in Florenz) war eine italienische Opernsängerin (dramatischer Koloratursopran). Sie war eine der bedeutendsten Sängerinnen ihrer Zeit und eine der Lieblingssängerinnen von Gaetano Donizetti.

## Leben
Giuseppina Ronzi war die Tochter von Anna Lafont und Gaspare Ronzi aus Bologna. Ihr Debüt hatte sie in einer kleinen Rolle am Teatro dei Fiorentini in Neapel.
Ende 1816 heiratete Giuseppina den bekannten Bass-Buffo Giuseppe de Begnis aus Lugo (1793–1849) von dem sie sich jedoch schon bald wegen eines Engagements in Genua kurzfristig trennen musste. Dort wurde sie für ihre Darstellung der Titelpartie von Rossinis Elisabetta regina d’Inghilterra „enthusiastisch“ gefeiert und sang außerdem in Mayrs La rosa rossa e la rosa bianca.
1817 traf sie ihren Mann wieder in Florenz, und sie traten gemeinsam in Vicenza und Verona auf, wo sie als Figaro und Rosina in Rossinis Barbier von Sevilla so großen Erfolg hatten, dass Rossini selber sie zur Eröffnung des Teatro Nuovo in Pesaro engagierte. Dort sang Giuseppina die Ninetta in La gazza ladra. 1818 folgte ein Engagement in Lucca.
Im Karneval 1819 war das Ehepaar De Begnis in Paris, wo Giuseppina am Théâtre-Italien in verschiedenen Rollen von Paisiello, Paër und Rossini auftrat, unter anderem wieder als Rosina im Barbier von Sevilla. Laut Fétis fand man sie jedoch in Paris „schwach“, obwohl sie die beste Donna Anna (in Mozarts Don Giovanni) vor Henriette Sontag gewesen sein soll. In Paris nahm sie auch Unterricht bei Pierre Garat. Nach drei Spielzeiten ging Giuseppina mit ihrem Mann nach England, wo sie am Londoner King’s Theatre u. a. in Rossinis Il turco in Italia Erfolg hatten. Mit 23 Jahren sang sie auch die Elena in La donna del lago.

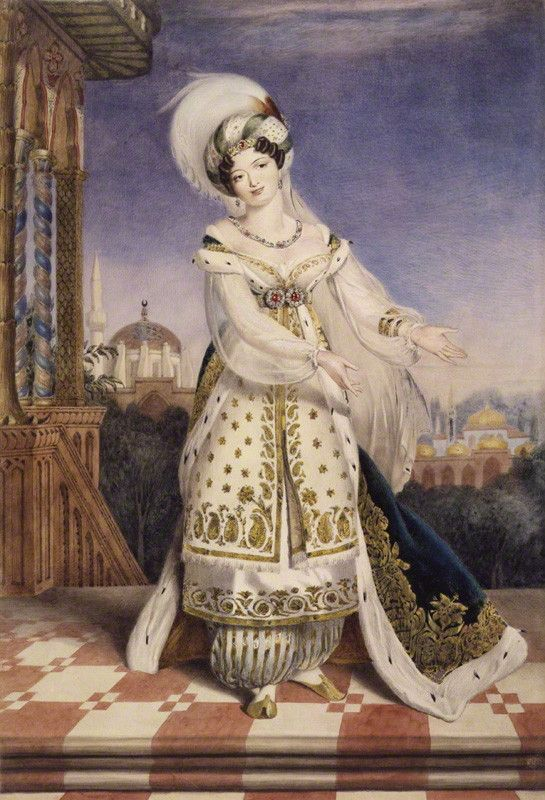
Giuseppina Ronzi De Begnis 1823 in einer Rossini-Oper, National Portrait Gallery, London

1825 war sie wieder zurück in Italien. Ihre Stimme und ihr Talent entwickelten sich mit der Zeit so positiv, dass sie zu einer der ersten Sängerinnen Italiens aufstieg. In den 1830er Jahren war sie fest engagiert am Teatro San Carlo in Neapel, wo sie die prima donna assoluta war. Sie soll auch kurzzeitig die Geliebte des Königs „Bomba“ gewesen sein. Auf dem Höhepunkt ihrer Karriere in den 1830er Jahren komponierte Gaetano Donizetti für sie die Hauptrollen in Fausta (1832), Sancia di Castiglia (1832), Maria Stuarda (1834; Uraufführung als Buondelmonte), Gemma di Vergy (1834) und Roberto Devereux (1837). Während der Proben zu Maria Stuarda 1834 kam es zu einem Skandal wegen der heftigen Eifersüchteleien und handgreiflichen Streitereien zwischen Giuseppina Ronzi de Begnis und Anna del Sere – der Darstellerin der Königin Elisabeth. Del Sere soll davon so mitgenommen gewesen sein, dass sie sich zwei Wochen lang von ihren blauen Flecken erholen musste.
Zu den Glanzrollen von Ronzi de Begnis gehörten außerdem die Hauptrollen in Rossinis Semiramide und Elisabetta regina d’Inghilterra, sowie Donizettis Anna Bolena und Bellinis Norma. Im Gegensatz zu den beiden anderen berühmten Interpretinnen der Norma, Giuditta Pasta und Maria Malibran, sang Ronzi de Begnis diese anspruchsvolle Rolle relativ lange, zwischen 1834 und 1843. Andere bedeutende Partien waren Desdemona in Rossinis Otello und Romeo in Bellinis I Capuleti e i Montecchi.
Kurz nach dem Tod ihres Mannes, der 1849 in New York an der Cholera starb, zog sie sich von der Bühne zurück. Nach ihrem Tod am 7. Juni 1853 fiel der größte Teil ihres Vermögens an ihren Schwiegersohn Fraschini.

## Stimme
Giuseppina Ronzi de Begnis war in ihrer Glanzzeit eine der größten Vertreterinnen des Soprano drammatico d’agilità, also ein dramatischer Koloratursopran.
Obwohl sie auch Talent für komische Rollen hatte, wurde sie vor allem als prima donna seria bewundert, also in ernsten bzw. tragischen Partien, wo sie als große und ausdrucksvolle Künstlerin galt; ihre Stimme soll „extrem angenehm“ gewesen sein und ihre Darstellung „deutlich artikuliert“. Guillaume Cottrau mochte den Gesang von Ronzi de Begnis nicht, war damit aber nach eigener Aussage „eine einsame Ausnahme“ („a lonely exception“), er fand sie „zu differenziert … bei jedem Wort und praktisch jeder Note“. Lord Mount Edgecombe sprach von der Biegsamkeit und einer gewissen Süße ihrer Stimme und von ihrem „bemerkenswerten … Geschmack“.
1843 trat sie in Paris auf, wo ihr Gesang und ihre Darstellung sehr bewundert wurde: „Madame Ronzi … hat den höchsten Grad der lyrischen Kunst erreicht. In Neapel klingen noch ihre Erfolge nach: Madame Ronzi ist immer noch schön, nobel, und sie ist dramatisch geworden; ihre Methode ist beachtlich, ihre Stimme kräftig und sie singt mit energischem Akzent. Sie ist auch eine große Künstlerin.“

## Wichtige Rollen (Auswahl)
Es folgt eine Auswahl von Rollen, die für die Stimme von Giuseppina Ronzi de Begnis komponiert wurden.
- Titelrolle in Zaira von Saverio Mercadante (31. August 1831, Neapel)[9]
- Titelrolle in Fausta von Gaetano Donizetti (12. Januar 1832, Neapel)
- Titelrolle in Sancia di Castiglia von Gaetano Donizetti (4. November 1832, Neapel)
- Idalide in Gli Elvezi ossia Corrado di Tochenburgo von Giovanni Pacini (12. Januar 1833, Neapel)
- Imelda in Fernando duca di Valenza von Giovanni Pacini (30. Mai 1833, Neapel)
- Bianca degli Amidei in Buondelmonte von Gaetano Donizetti (18. Oktober 1834, Neapel; eigentlich: Titelrolle in Maria Stuarda)
- Titelrolle in Gemma di Vergy von Gaetano Donizetti (24. Dezember 1834, Mailand)
- Titelrolle in Marsa von Carlo Coccia (13. Juli 1835, Neapel)
- Elisabetta in Roberto Devereux von Gaetano Donizetti (29. Oktober 1837, Neapel)
- Titelrolle in Elena da Feltre von Saverio Mercadante (1. Januar 1839, Neapel)